# Comuna Mulciîți, Volodîmîreț
Mulciîți (în ucraineană Мульчиці) este o comună în raionul Volodîmîreț, regiunea Rivne, Ucraina, formată din satele Juravlîne, Krîmne, Mulciîți (reședința) și Uricicea.

## Demografie
Componența lingvistică a comunei Mulciîți
     Ucraineană (99,86%)
     Alte limbi (0,14%)
Conform recensământului din 2001, majoritatea populației comunei Mulciîți era vorbitoare de ucraineană (99,86%), existând în minoritate și vorbitori de alte limbi.